# Kotohira (Kagawa)
Kotohira (japanisch 琴平町, -chō) ist eine Stadt im Landkreis Nakatado der Präfektur Kagawa in Japan. Bürgermeister ist Masato Ono (Stand 2016). Die Stadt wurde nach einem alten Meeresgott, Kotohiragu, benannt.

## Geografie
Die mittlere Temperatur beträgt 16,7 °C bei einem mittleren jährlichen Niederschlag von 817,5 mm.

## Sehenswürdigkeiten
Die Stadt ist als Standort des größten Shinto-Schrein-Komplexes auf der Insel Shikoku, des Kotohira-gū (auch Kompira-san) bekannt.
Neben dem Kotohira-gū steht in der Stadt Japans ältestes erhaltenes Kabuki-Theater, Kanamaruza.
Jedes Jahr am 10. Oktober gibt es in der Stadt ein großes Fest.

## Angrenzende Städte und Gemeinden
- Zentsūji
- Mitoyo
- Mannō